# Коковцов Володимир Миколайович

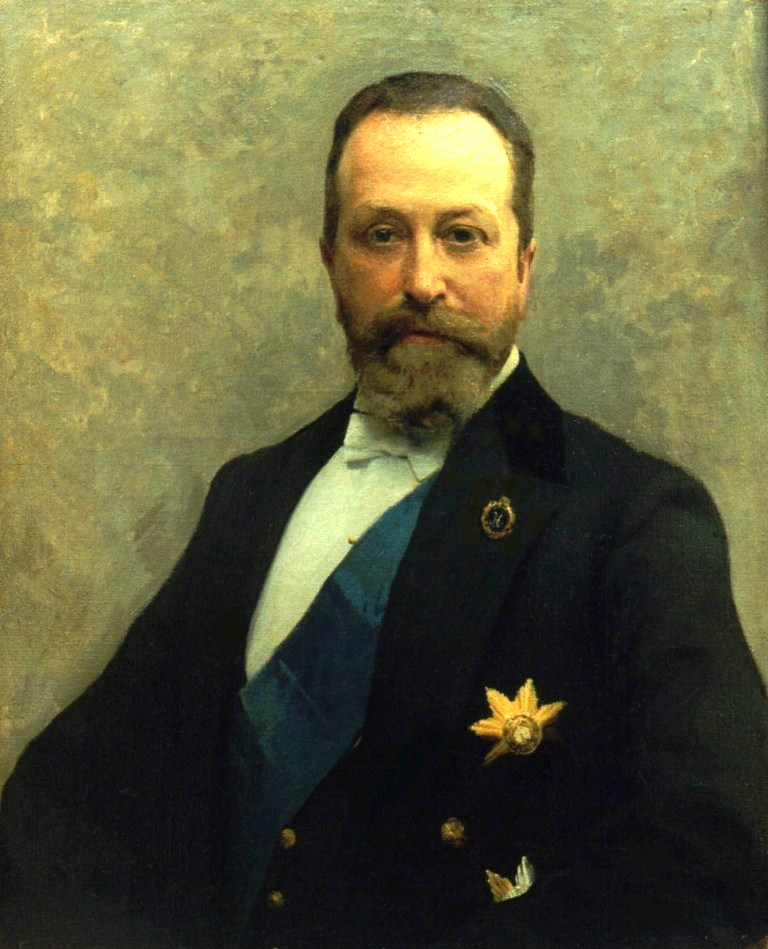
Володимир Коковцов

Коковцов Володимир Миколайович (6 (18) квітня 1853 р., село Горна-Покровське, Боровичського повіту Новгородської губернії — 29 грудня 1943 р., Париж) — державний діяч, фінансист, дійсний таємний радник (1905), статс-секретар (1905), сенатор (1900), член Державної Ради (1905), 1896—1902 рр. — товариш міністра фінансів і найближчий помічник С. Ю. Вітте, міністр фінансів у 1904—1905 рр., з 24 квітня 1906 р. по 1 січня 1914 р. — міністр фінансів, одночасно з 11 вересня 1911 р. — голова Ради міністрів.

## Біографія

### Походження та початок роботи у вищих державних установах
В. М. Коковцов народився 6 квітня 1853 р. в маєтку Горна-Покровське, Боровичського повіту Новгородської губернії. Представник дворянського роду Коковцових. Батько — Микола Васильович Коковцов (1814—1873 рр.) — служив підполковником у Корпусі інженерів шляхів сполучення.
Навчався у 2-й Санкт-Петербурзькій гімназії. У 1866 р. у числі найкращих учнів був переведений у Олександрівський (Царскосільський) ліцей, закінчивши який у 1872 р., отримав елітну освіту. Згідно з формулярним списком, Коковцов закінчив ліцей із золотою медаллю та чином IX класу. Після чого продовжив освіту в Імператорському Петербурзькому університеті, з зарахуванням проведеного в університеті часу в дійсну службу. Відрізнявся успіхами в багатьох науках, прагнув присвятити себе кар'єрі вченого зі спеціальності «державне право», скласти докторські іспити. Проте, раптова смерть батька завадила йому присвятити себе науковій кар'єрі.

У 1873—1879 рр. служив у Міністерстві юстиції, а в 1879—1890 рр. був старшим інспектором і помічником начальника тюремного управління Міністерства внутрішніх справ. У своїх «Спогадах» Коковцов відзначить:
|  | «Я згадую цю пору моє діяльності з величезною вдячністю. Вона дала мені можливість здобути різного роду пізнання в нашій адміністративній службі, я їм зобов’язаний тим, що у багатьох випадках моєї наступної роботи я вивився більш підготовленим, ніж багато моїх співробітників . |

У 1890—1896 рр. обіймав посади від помічника статс-секретаря до товариша державного секретаря (по Департаменту державної економіки) у Державній канцелярії. Досконало вивчив питання бюджету, державного господарства. Ці роки дали йому можливість ретельно підготуватись до наступних років служби.
В 1896 р. отримав посаду товариша міністра фінансів і залишався на ній до 1902 р. Коковцов успішно співпрацював з міністром фінансів С. Ю. Вітте. Неодноразово отримував подяки від начальства за сприяння розвитку російської промисловості, у тому числі — за активну участь у розробці проєкту закону про казенну винну монополію. Фінансова політика В. Коковцова базувалась на збереженні твердого курсу рубля та золотого грошового обігу.
1900 р. — сенатор. У 1901—1903 рр. під головуванням Коковцова діяла комісія по дослідженню питання про зміни з 1891 по 1900 р. добробуту сільського населення середньоземлеробських губерній, порівняно з іншими місцевостями Європейської Росії. Матеріали, зібрані комісією, розроблені та видані Департаментом окладних зборів у 1903 р.
З 1902 по 1904 рр. Коковцов був секретарем Державної ради. Відрізнявся честолюбством, але не випрошував нагород. За політичними поглядами — переконаний монархіст.

### Міністр фінансів
З 5 лютого 1904 р. по 24 жовтня 1905 р. — міністр фінансів з доданими йому закладами торгівлі, промисловості, залізничних справ. 24 жовтня 1905 р., коли головою Ради міністрів був призначений С. Ю. Вітте, місце В. М. Коковцова обійняв І. П. Шипов, але при утворенні кабінету І. Л. Горемикіна (24 квітня 1906 р.) Коковцов знову став очільником Міністерства фінансів і зберігав цю посаду до січня 1914 р.
Управління Коковцова фінансами в період 1904—1905 рр. збіглося з російсько-японською війною. Головна увага міністра була прикута до вишукування джерел для покриття військових витрат. Він провів низку позик, збільшив мита зі спадщини, акцизи пива, сірників, дріжджів, нафти, здійснив гербовий збір. Брав участь в укладанні торговельного договору з Німеччиною терміном на 12 років.
З 1905 р. Коковцов — член Державної ради. Брав участь у вирішенні «робітничого питання». Очолив комісію, що виробила програму, яка включала перегляд закону про страйки, скорочення робочого дня, створення лікарняних кас. Проте, програма мала рекомендаційний характер і не була реалізована на практиці. Як член Державної Ради у 1905 р. брав участь в розробці проєкту законодорадчої Думи в комісії О. Г. Булигіна.
З 26 квітня 1906 р. по 30 січня 1914 р. Коковцова знову обрано міністром фінансів. Своїм головним завданням міністр вважав збереження в Росії фінансової системи, заснованої на золотому грошовому обігу. Він вважав, що золотий запас повинен був стати основою для міжнародних розрахунків; бути резервом в разі необхідності екстрених платежів за вкладами населення або через війну. Міністр також вважав, що обережне підвищення податків можливо лише як другорядна міра для покриття державних витрат, а пріоритет повинен віддаватися природному зростанню податкових надходжень від розвитку сільського господарства, промисловості та торгівлі. Коковцов був прихильником залучення іноземного капіталу в російську промисловість.

Під час засідання III Державної думи 24 квітня 1908 р. Коковцов вимовив фразу:
|  | «У нас парламенту, слава Богу, ще немає» |

. Слова ці, які зустріли оплесками праві та свистом ліві, були відзначені головою М. О. Хомяковим як «невдалий вираз»; але вже під час наступного засідання голова змушений був вибачитися та взяти свої слова назад.
У 1910 р. Коковцов здійснив невигідну для державних фінансів угоду, продавши за біржовою, в той час невисокою ціною, акції Владикавказької залізниці, що належали казні.
З загальнополітичних питань Коковцов до свого призначення головою Ради міністрів публічно не висловлювався. Проте, було відомо, що в засіданнях Ради міністрів він заперечував проти законопроєкту про новий порядок видання законів, що стосувалися Фінляндії, та взагалі висловлювався проти крайнощів націоналістичного курсу. Багато хто чекав, що його призначення на посаду голови Ради міністрів знаменує деякий поворот в загальній політиці.

### Голова Ради міністрів
1911 р. Коковцов став головою Ради Міністрів зі збереженням посади міністра фінансів. 6 вересня 1911 р., після вбивства П. А. Столипіна, Микола II ухвалив рішення про призначення головою Ради міністрів В. М. Коковцова, а міністром внутрішніх справ — О. М. Хвостова (Столипін займав обидві ці посади одночасно). Проте, Коковцов відмовився від спільної служби з Хвостовим і запропонував царю вибрати одного з них двох. 10 вересня він навіть відіслав цареві листа, в якому негативно характеризував Хвостова. 14 вересня Микола II ухвалив рішення призначити міністром внутрішніх справ О. О. Макарова.
Однією з гіпотез може бути положення про просування В. М. Коковцова на посаду голову Ради міністрів представниками політичних кіл, які бажали відсторонення Г. Распутіна. Можливо, на призначення Коковцова на цю посаду вплинуло його відоме негативне ставлення до цієї особистості. На це звертали увагу ще його сучасники. Наприклад, П. М. Мілюков писав, що всім було відомо, що Коковцов називав Распутіна «сибірським варнаком», що і визначило його долю — «поступово він був зарахований в категорію ворогів „нашого Друга“»; однак, незважаючи на те, що це його ставлення було відомо і в момент його призначення, проте «за калібром він вважався неминучим заступником Столипіна». С. Белецький також відзначав, що голова Ради міністрів. В. М. Коковцов дуже цікавився постаттю Распутіна та хотів покласти край його впливу шляхом доповіді про нього імператору.
Слід відзначити, що наприкінці 1911 — на початку 1912 рр. у стосунках з Думою Коковцов дотримувався стриманої тактики, бо народному представництву слід було розглянути і затвердити програму по розбудові флоту країни. Крім того, прем'єр переконав Миколу II дещо пом'якшити свою позицію щодо Родзянко, а також зміг пом'якшити напружену ситуацію, пов'язану з Ленським розстрілом.
У зв'язку з I Балканською війною занепокоєння викликала поведінка Австро-Угорщини, що ставала все більш зухвалою щодо Росії. В зв'язку з цим в листопаді 1912 р. на нараді у імператора розглядалося питання про мобілізацію військ трьох російських військових округів. За цей захід виступав військовий міністр В. Сухомлінов, але Коковцову вдалося переконати імператора не ухвалювати такого рішення, яке б погрожувало втягуванням Росії у війну. В. М. Ковцовим особисто була здійснена велика робота щодо послаблення міжнародної напруги. Лише мобілізаця західних військових округів під час воєнних погроз зупинялась ним двівчі.
Політика Коковцова щодо Фінляндії, Польщі, євреїв, а також ставлення до друку, зборів, громадської діяльності була здебільшого прагненням продовжити столипінський курс. Сам Коковцов називав себе наступником Столипіна. Однак більша увага була приділена ним проблемам еконмічного розвитку, державної оборони, соціальним. Намагався укріпити відносини з провідними західними країнами. Він був чесним адміністратором, категорично не сприйняв «посередництво» Г. Распутіна в стосунках між прем'єром та імператором. Це неприйняття стало однією з причин звільнення Коковцева в січні 1914 р. з усіх посад. Проте, головною причиною стала широкомасштабна інтрига проти В. М. Коковцова. При відставці йому висловили подяку, пожалували графським титулом.

### Життя після державної служби, еміграція, останні роки
Коковцов болісно переживав звільнення. Він покладався на свої зв'язки та знайомства, які, проте, зруйнувались одразу після його відставки, а тому своє наступне життя він називав «замкнутим». У «Спогадах» він відзначав: 
|  | «Про цей час я скажу небагато і лише те, що прийшлось пережити мені через моє минуле. Час після мого звільнення 30 січня 1914 р. становить вже ту пору, дуже мало помітну в сенсі моєї особистої участі в державних справах» |

. Тим не менш, вже 1915 р. про нього згадали у зв'язку зі спробою створення уряду з тих діячів і колишніх міністрів, що зберегли довіру Думи та громадськості.
Незважаючи на те, що Коковцов був усунений з посади, він залишався в курсі усіх подій, як стосувались не лише його колишньої діяльності, але й становища в країні.
У грудні 1915 р. став головою департаменту Державної ради, пов'язаного з фінансовим кредитом. Причин революції В. М. Коковцов у своїх спогадах не розкривав, проте констатував: «Я був просто щасливий, що доля відсторонила мене від будь-якої відповідальності не лише за те, що відбулось з липня 1914 р., але й за наступні помилки по фінансовій частині, і я спокійно, в особистому відношенні, жив у своєму примусовому віддаленні від справ, цілком усвідомлюючи, що все одно я не міг би внести рішучих змін у загальний хід подій і ослабити наслідки нашої фінансової політики за перший час війни».
Після Лютневої революції Коковцов знаходився у своєму маєтку, потім переїхав у Кисловодськ. У 1918 р. був заарештований, проте незабаром звільнений. У березні 1918 р. він був обраний головою Спілки захисту російських інтересів в Німеччині, сформованій відповідно до умов Брест-Литовського миру (1918). Однак після прибуття до Петрограда в липні 1918 р. він знову піддався короткочасному арешту.
З листопада 1918 р. — в еміграції у Франції. Коковцов з дружиною оселився в Парижі. Велику роль тут відіграли колишні зв'язки з представниками французької еліти.
1923 р. — очолив Союз вірних пам'яті імператора Миколи II.
Помер в окупованому німцями Парижі в 1943 р. Похований на кладовищі Сент-Женев'єв-де-Буа. Його нащадок — Патрік, що має прізвище де Фліге, проживає у Франції.

## Нагороди
- Орден Святого Володимира 4-го ст. (1879)
- Орден Святого Володимира 3-го ст. (1888)
- Орден Святого Станіслава 1-й ст. (1890)
- Орден Святої Анни 1-й ст. (1895)
- Орден Святого Володимира 2-й ст. (1899)
- Орден Білого Орла (1902)
- Орден Святого Олександра Невського (1906)
- Алмазні знаки до Ордену Св. Олександра Невського (1908)
- Орден Святого Володимира 1-го ступеня. (1911)

Іноземні:
- французький Орден Почесного легіону, хрест
- шведський Орден Полярної зірки, великий хрест
- прусський Орден Корони 1-й ст.
- туніський Орден Слави 1-го ступеня (1902)
- перський Орден Лева і Сонця 1-й ст. (1905)
- прусський Орден Червоного орла, великий хрест (1906)
- болгарський Орден Св. Олександра 1-й ст. (1906)
- французький Ордена Почесного легіону, великий хрест (1906)
- австрійський Ордена Леопольда, великий хрест (1907)
- бельгійський Орден Леопольда I, великий хрест (1907)
- Ольденбурзький Орден Заслуг герцога Петра-Фрідріха-Людвіга, великий хрест (1907)
- китайський Орден Подвійного Дракона 1-й ст., 3-го кл. (1907)
- бухарський Орден Сонця Олександра (1907)
- японський Орден Висхідного сонця 1-й ст. з квітами паловнії (1908)
- італійський Орден Святих Моріса і Лазаря, великий хрест (1908)
- сербський Орден Білого орла 1-й ст. (1911)
- чорногорський Орден князя Данила I 1-й ст. (1912)
- прусський Орден Чорного орла (1912)
- монгольський Орден Дорогоцінного жезла (1913)

## В.М.Коковцов у спогадах сучасників
Постать В. М. Коковцова неоднозначно сприймалась сучасниками.
О. О. Половцов дав йому таку характеристику:
|  | «Яскравий чиновник з обмеженими можливостями, але який майстерно досягав особистих своїх цілей за допомогою невмовкаючої балаканини…» |

.
О. Ф. Коні, оцінюючи особисті якості В. М. Коковцова відзначав:
|  | «Переповнений самим собою» |

.
В. І. Гурко дав таку оцінку діяльності В. М. Коковцова:
|  | «На посаді голови Ради міністрів Коковцов залишався майже виключно міністром фінансів. У цій сфері його вплив, безсумнівно, зріс, але з її меж майже не виходив. Проте, на жаль, вплив цей був негативний, скажу чесно, мертвущий» |

.В. Ф. Джунковський констатував:
|  | «Як він втрачав у порівнянні зі Столипіним, — це був коректний, акуратний петербурзький чиновник, безумовно розумний, але й тільки» |

.
К. Н. Пасхалов взагалі констатував:
|  | «При всьому згубному значенні для Росії Столипіна він все-таки був більш російським, ніж Коковцов. …Від Коковцова чекати на приборкання інородців, здається, зовсім безнадійно. З цього боку він проявив себе дуже виразно. У відносинах своїх до іудина племені він дотримується того ж переконання, як і всі його попередники, ніби все благополуччя Росії знаходиться в залежності від благовоління жидівських банкірів. У фінляндському питанні він вважався супротивником Столипіна, так принаймні кажуть. А ось те, що він недавно, відвідавши як міністр [фінансів] Варшаву, всі бесіди з поляками вів французькою мовою, — це вже достеменно відомо» |

. Той же Пасхалов відзначав:
|  | «…Тінь Столипіна багато небезпечніше його живого. І тим більше, що загальна оцінка нового диригента Коковцова така: розумний, діловий, але не державна людина» |

.
Порівняння зі Столипіним є також у спогадах О. С. Суворіна:
|  | «…був сьогодні у Коковцова. Перше враження — людина приємна в усіх сенсах, та й останнє враження таке ж, дуже-дуже обережна людина. Державний чи у нього розум — навряд чи … Я задав питання, він охоче відповідав. Говорили цілу годину… Враження недуже. У Столипіна відчувалася сила… у Коковцова погляд надзвичайно сумлінного чиновника, роботяги, але й тільки. Столипін любив боротьбу — цей боротьби не любить» |

.С. Ю. Вітте, який добре знав Коковцова, дотримувався такої думки про останнього: 
|  | «Людина працьовита, розумна по природі, але з надзвичайно вузьким розумом, …людина чесна, але по натурі кар'єрист» |

.
Проте, залишились і кардинально протилежні оцінки. Так, О. П. Ізвольський вважав, що Коковцов «обдарований виключними здібностями та всебічно освічений, він пройшов всі ступені чиновницької ієрархії та здобув великий досвід не лише у фінансових справах, але і в різних галузях адміністративної діяльності».

## Цікаві факти
Коковцова сучасники відзначали, як майстерного оратора. Так, одного разу, виступаючи у Москві на з'їзді заводчиків, він отримав від них прізвисько «грамофон».

## Твори
- Коковцов В. Н. Из моего прошлого. Воспоминания 1903—1919 гг. — Париж, 1933; М., 1991, 1992.
- Коковцов В. Н. Обрывки воспоминаний из моего детства и лицейской поры. — М., 2011.
- Коковцов В. Н. Поступление обыкновенных государственных доходов за 5-летие 1887—1891 гг. в сравнении со сметными, за то же время назначенными — СПб., 1893.
- Коковцов В. Н., при участии С. В. Рухлова. Систематический сборник узаконений и распоряжений по тюремной части. — СПб., 1894.
- La vérité sur la tragédie d'Ekaterinbourg. 1922.
- Le Bolchévisme à L'oeuvre: La ruine morale et économique dans le pays des Soviets. Paris, 1931.

### У спогадах сучасників
- Великий князь Александр Михайлович. Книга воспоминаний. — М., 1991.
- Витте С. Ю. Воспоминания. — М., 1960.
- Глинка Я. В. Одиннадцать лет в Государственной думе. 1906—1917: Дневник и воспоминания. — М., 2001.
- Джунковский В. Ф. Воспоминания. — М., 1997.
- Евлогий. Путь моей жизни. — М., 1994.
- Крыжановский С. Е. Заметки русского консерватора // Вопросы истории. — 1997. — № 2. — С. 115—130.
- Курлов П. Г. Гибель императорской России. — М., 1991.
- Мосолов А. А. При дворе последнего императора. — СПб., 1992.
- Палеолог М. Царская Россия накануне революции. — М., 1991.
- Редигер А. Ф. История моей жизни. — М., 1999. — Т. 1-2.
- Родзянко М. В. Крушение империи: книга воспоминаний. — М., 1992.
- Толстой И. И. Дневник 1906—1916. — СПб., 1997.
- Шульгин В. В. Дни. 1920. — М., 1989.